# Eresus solitarius
Eresus solitarius är en spindelart som beskrevs av Simon 1873. Eresus solitarius ingår i släktet Eresus och familjen sammetsspindlar. Inga underarter finns listade i Catalogue of Life.